# Embaixada da Nova Zelândia em Brasília
A Embaixada da Nova Zelândia em Brasília é a principal missão diplomática neozelandesa no Brasil. Está localizada no Lago Sul. O atual embaixador é Chris Langley, que assumiu o cargo em julho de 2018. Além da embaixada na capital federal brasileira, a Nova Zelândia mantêm consulados em São Paulo e no Rio de Janeiro.